# Dagworth
Dagworth är en by i Suffolk i England. Byn nämndes i Domedagsboken (Domesday Book) år 1086, och kallades då Dagawarda/Dagaworda.